# Ryzec pravý
Ryzec pravý (Lactarius deliciosus (L.: Fr.) S. F. Gray) je jedlá houba z čeledi holubinkovitých. Náleží do skupiny jedlých ryzců ronících oranžově červené mléko.

## Synonymum
- Agaricus deliciosus
- Ryzec obecný
- Někdy uváděn i jako ryzec borový (Lactarius pinicola) – viz oddíl podobné druhy a taxonomie[1] [2] [3]

## Popis

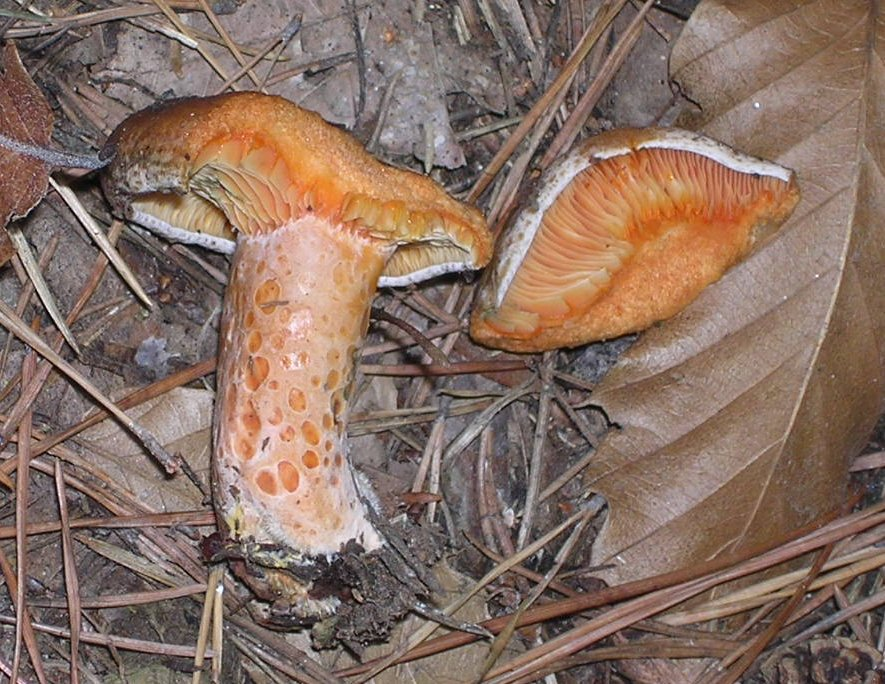
Ryzec pravý (Lactarius deliciosus). Charakteristické jsou tmavší oválné skvrny na třeni, oranžová dužnina a zelenající lupeny

Klobouk má v průměru 4–12 cm, zprvu je nízce klenutý, později plochý až nálevkovitý. Zbarven je červeně oranžově až vínově s tmavšími soustřednými kruhy, stářím místy ve skvrnách zelená. Povrch je lepkavý s ostrým a dlouho podvinutým okrajem.
Lupeny jsou křehké, červeně oranžové, poraněním zelenají. Výrazně sbíhají na třeň.
Třeň je poměrně krátký (3–7 cm) a tlustý (1–4 cm), válcovitý, křehký, brzo dutý, červenooranžový, avšak zároveň někdy poněkud bělvě plstnatý, ve stáří rovněž zelená. Zpravidla jsou na něm jasně patrné oválné, tmavěji oranžové vmáčklé skvrny.
Dužnina je bělavá, v místech prosycených mlékem oranžová, poraněním zelená. Dužnina roní mléko zbarvené živě oranžovočerveně, která na vzduchu netmavne, avšak po delší době se zbarvuje šedozeleně.
Chuť má mírnou, někdy ostřejší, stahující, kořenitou, vůni příjemnou.
Výtrusný prach je bělavý.

## Výskyt

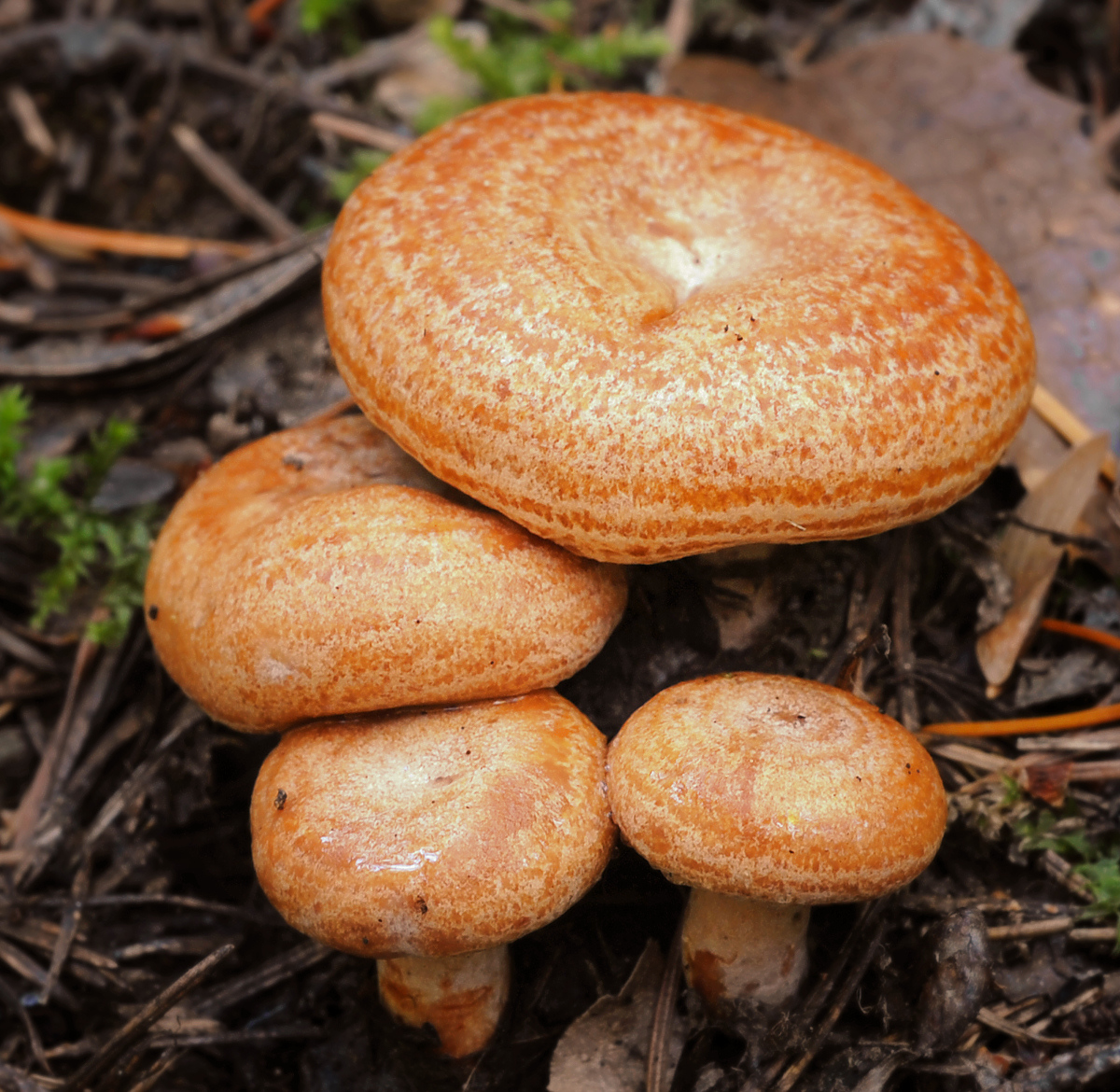
Skupina plodnic ryzce pravého (Lactarius deliciosus). Patrné jsou soustředné pásy na klobouku.

Roste jen místy hojněji, jinak spíše vzácně, od srpna do listopadu v borech – s borovicemi tvoří mykorrhizu. Vyskytuje se po celém mírném pásmu severní polokoule.
Nachází se mimo jiné i v oblasti Blue Mountains v regionu New South Wales v Austrálii.

## Použití
Je to jedlá a velmi dobrá houba. Pro křehkost dužniny se používá například k naložení do octového nálevu, k přípravě omáček a také se opéká. Podle přílohy vyhlášky č. 157/2003 Sb. je v České republice zařazena mezi houby určené pro přímý prodej a v některých státech se často objevuje na trzích.

## Podobné druhy a taxonomie
Dříve byl pod souhrnné označení ryzec pravý zahrnován větší počet i relativně odlišných druhů ryzců s oranžovočerveným mlékem.
- Ryzec pravý je většinou mykologů považován za druh totožný s ryzcem borovým (Lactarius pinicola). Někteří však tento druh vyčleňují; uváděné odlišnosti spočívají např. ve skvrnitosti klobouku.[1][2][8]
- Podobný, také jedlý a dříve s ryzcem pravým sjednocovaný druh je ryzec smrkový (Lactarius deterrimus). Odlišuje se však jasně trochu drobnějším vzrůstem, obyčejně delším třeněm, spíše mrkvově oranžovým zbarvením a častými zelenavými kruhy na klobouku a především růstem ve smrčinách.
- V České republice se vyskytuje několik dalších podobných, jedlých, vesměs dosti vzácných druhů ryzců s oranžovým či červeným mlékem. Jde např. o ryzec osmahlý (Lactarius quieticolor) s tmavším, šedooranžovým kloboukem, ryzec lososový (Lactarius salmonicolor) rostoucí pod jedlemi, či ryzec krvomléčný (Lactarius sanguifluus) s vínově červeným mlékem a výskytem ve vápencových oblastech.[2][9]